# ぼてぢゅう
ぼてぢゅう（Botejyu）は、お好み焼きの飲食店チェーンの名称。現在は「ぼてぢゅうグループ」と「大阪ぼてぢゅう」の2社が名乗る。店名は、お好み焼きを「ぼて」と返し、「ぢゅう」と焼くリズムに由来する。

## 沿革・概要
1946年（昭和21年）6月に、西野栄吉夫妻が大阪市西成区玉出に開業したお好み焼き店「ぼてぢゅう」が起源である。店といっても、自宅の軒先に置いたテーブル3台のみであり、屋台に近い規模であった。「とん玉」や「いか玉」をはじめ、焼きそば、鉄板焼、玉子巻などメニューが充実していたことで、玉出近辺では評判の店だった。
1953年（昭和28年）、宮原勝一の出資により宗右衛門町に店舗を構え「玉出ぼてぢゅう」と名乗る。同店は大阪で初めてカウンター方式を採用したほか、宗右衛門町という場所柄、水商売の女性からも支持され、彼女らの口に合うようマヨネーズとからしの味付けを考案し、後に広く受け入れられるようになった。
1957年（昭和32年）、西野は宮原と袂を分かち、同じ宗右衛門町に「ぼてぢゅう総本家」を開業。その後も創業時のメニューを守り、モダン焼きのほか変わり種メニューも加えるなど、「お好み焼きの本家」としての店舗経営を進めたが、2009年（平成21年）5月に破産・廃業した。
西野が去った後、「玉出ぼてぢゅう」は「大阪ぼてぢゅう」と屋号を改め、現在に至る。

## ぼてぢゅうグループ
1962年（昭和37年）7月、西野の玉出時代からの常連客で、薬品会社を経営していた北村貞次が「ぼてぢゅう総本家」の暖簾分けとして創業した。
開業当初から積極的に全国展開を進め、1964年（昭和39年）4月にはぼてぢゅうチェーン統括本部を設置。1965年（昭和40年）に渋谷東急プラザ B2Fに出店したのを皮切りに、東京と関西を中心にチェーン展開を進める。
2001年に栗田英人がCEOに就任以降、世界ブランドに向けた総合強化を図ることを目的に、アジアを中心に積極的な海外展開を推し進めている。海外で日本のご当地グルメを提供する店舗の出店数を増やすほか、現地企業と提携し、食材の現地調達に対しても積極的な姿勢を持っている。
2009年にぼてぢゅう総本家が廃業した後は、「ぼてぢゅう」の商標権などすべての権利を引き継いでいる。
2017年にグループ化。現在の正式社名はBOTEJYU Group ホールディングス株式会社で、本社は大阪市西成区岸里。JFサポート株式会社、GFサポート株式会社など関連企業4社を合わせ「ぼてぢゅうグループ」を名乗る。
「ぼてぢゅう」の他に、「BOTEJYU」「JAPAN TRAVELING RESTAURANT」「大阪 くり田」「てっぱん屋台」「全国グルメ屋台」「丼ぶり屋台」「BASTA HiRo」など多くのブランドを国内外に展開している。大阪道頓堀に総本店を置き、2025年7月時点で国内45店舗、海外（フィリピン・ベトナム）123店舗の合計168店舗を構える。「ぼてぢゅう」「BOTEJYU」商標権ホルダーとして、異業種とのコラボレーションも積極的に行い、ブランド力を活かした様々な商品を開発・販売している。
またご当地グルメを通じた地域活性化にも注力し、「日本が恋しくなる料理」をテーマにしたJapan Traveling Restaurantを通じて、全国各地のB級グルメ、ご当地グルメの発信を強化している。

## 大阪ぼてぢゅう
大阪市中央区難波に本社を置く株式会社ぼてぢゅうコーポレーションが運営。かつては梅田や関東地区にも店舗展開していたが現在は縮小し、2024年現在、御堂筋を挟んで東側・難波本通に「本店」1店舗を構える。「上方お好み焼きたこ焼き協同組合」の会員企業である。
「ぼてぢゅう」の商標に関しては、1980年（昭和55年）10月2日にぼてぢゅうグループとの和解が成立しており、関西以西の地域において「ぼてぢゅう」
の標章を使用することを認められている。

## その他個人店
なお、上記系列店以外にも「ぼてぢゅう」を屋号とするお好み焼き店は金沢市などに存在する。

## ぼてぢゅうの商標を巡る過去の問題
「ぼてぢゅう」の商標をめぐって、ぼてぢゅうグループは北山食品工業株式会社の「ぼてぢゅう総本家」商標使用の差止請求を行い勝訴している。
この件は暖簾（屋号）を用いた独立を認める「暖簾分け」という商習慣に端を発した問題といえる。